# Arsène Vermenouze
Arsène Vermenouze (en occitano Arsèni Vermenosa) (Vielles, comuna de Ytrac, 26 de septiembre de 1850 - íd., 8 de enero de 1910) fue un poeta francés en lenguas francesa y en dialecto cardaleciano de la lengua occitana.

## Biografía
Nacido el 26 de septiembre de 1850 en Vielles, comuna de Ytrac, cerca de Aurillac. Su padre, Firmin Vermenouze, era un comerciante de especias en España que permanecía, como era común en la época, largo tiempo ausente (dos años cada campaña comercial) mientras las esposas y los niños se quedaban en Auvernia.
A los 16 años se une a su padre en Toledo y permanecerá unos veinte años en Castilla; a la vez que trabaja en el comercio, compone numerosos poemas en francés y desde 1879 envía sus primeros poemas a diferentes periódicos del departamento de Cantal.
A partir de 1887, en el Moniteur du Cantal, y más tarde en el La Croix du Cantal y la Croix cantalienne, Arsène Vermenouze anima la vida cultural del departamento publicando poesías satíricas en occitano. En La Croix du Cantal será L’Arverne, "El auvernio", editorialista en lengua francesa profundamente católico y patriota.
En 1894 escribió el manifiesto fundador A tota l’Auvèrnha y se convirtió en el capiscòl de la primera Escuela auvernia (Escolo oubergnato), que tiene por misión la defensa y la ilustración de la lengua occitana, sobre todo a través de su revista Lo Cobreto. Hasta 1900, en el seno del Félibrige, Vermenouze desplegó una intensa actividad en promoción de la lengua de oc, componiendo los poemas que entraron en su segunda gran antología occitana Jos la Clujada. En 1900 fue elegido majoral del Félibrige y encontró a Frédéric Mistral, quien lo acogió como primer majoral de Auvernia. Murió en su casa natal de Vielles el 8 de enero de 1910.

## Obra
- Flor de Broussa (Flor de bruma; 1896) en occitano (premiado por la Académie des Jeux floraux)
- Jos la Clujada (Bajo el rastrojo; 1909) en occitano
- En plein vent (En pleno viento; 1900) en francés
- Mon Auvergne (Mi Auvernia; 1903) en francés (premio de poesía Archon-Despérouses de la Académie française)
- Dernières veillées (Últimas veladas; 1911) póstumo en francés